# نبردناو کلاس ریونج
نبردناو کلاس ریونج (به انگلیسی: Revenge-class battleship) یک کلاس از کشتی است که طول آن 624 ft (190 m) می‌باشد.